# Епархия Кабимаса
Епархия Кабимаса (лат. Dioecesis Cabimensis) — епархия Римско-католической церкви с центром в городе Кабимас, Венесуэла. Епархия Кабимаса входит в митрополию Маракайбо. Кафедральным собором епархии Кабимаса является церковь Пресвятой Девы Марии Розария.

## История
23 июля 1965 года Папа Римский Павел VI издал буллу «Christianae familiae», которой учредил епархию Кабимаса, выделив её из епархии Маракайбо (сегодня — архиепархия Маракайбо). Первоначально епархия Кабимаса являлась суффраганной по отношению к архиепархии Мериды.
30 апреля 1966 года епархия Кабимаса стала частью церковной провинции Маракайбо.
7 июля 1994 года епархия Кабимаса передала часть своей территории новообразованной епархии Эль-Вихии — Сан-Карлоса-дель-Сулии.

## Ординарии епархии
- епископ Константино Марадей Донато (23.07.1965 — 18.11.1969), назначен епископом Барселоны;
- епископ Марко Тулио Рамирес Роа (31.03.1970 — 26.10.1984), назначен епископом Сан-Кристобаля-де-Венесуэлы;
- епископ Роберто Люкерт Леон (27.04.1985 — 21.07.1993), назначен епископом Коро;
- епископ Фредди Хесус Фуэнмайор Суарес (12.03.1994 — 30.12.2004), назначен епископом  Лос-Текеса;
- епископ Уильям Энрике Дельгадо Силва (с 26 июля 2005 года).